# Albrecht Daniel Thaer

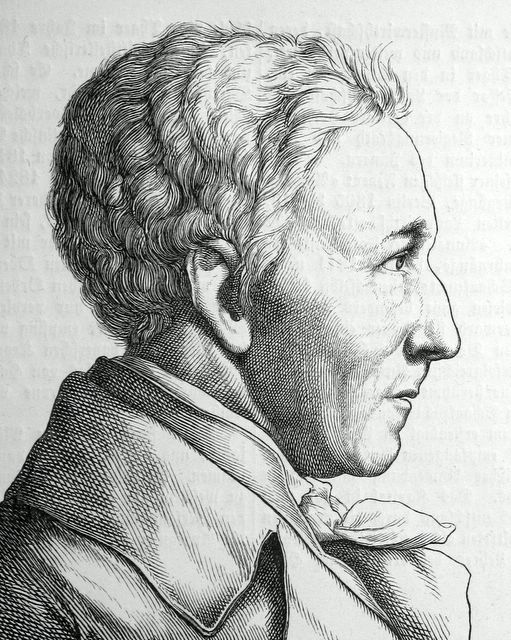
Albrecht Thaer

Albrecht Daniel Thaer (Celle, Alemanha, 14 de maio de 1752 - Gut Möglin, perto de Wriezen, 26 de outubro de 1828) foi um botânico alemão. É considerado um dos fundadores da agronomia.